# Мандоки, Лесли
Лесли Ма́ндоки (англ. Leslie Mándoki, настоящее имя Ласло Мандоки, венг. Mándoki László; род. 7 января 1953, Будапешт) — немецко-венгерский музыкант, выступавший в музыкальной группе Dschinghis Khan и в качестве сольного исполнителя.
Изучал ударные и перкуссию в музыкальной консерватории Будапешта в начале 1970-х годов. В то же время был лидером группы в местной джаз-рок-группе "JAM", ориентировавшейся на такие группы, как «Cream» и «Jethro Tull".
В июле 1975 года Мандоки вместе с Габором Чупо и другими бежали из Венгрии в Мюнхен, чтобы избежать преследования со стороны коммунистического правительства за участие в студенческой оппозиции.

## Продюсер
Мандоки арендовал парк-студию возле озера Штарнберг. Работал продюсером многих немецких и международных проектов, в том числе «Без ангелов», Фила Коллинза, Энгельберта, Джошуа Кадисона, Лайонела Ричи и Дженнифер Раш. Также работал музыкальным директором в рекламных роликах с клиентами Audi, Daimler и Disney.

## Телевидение
Чингис-хан был немецким участником Евровидения 1979 года, заняв 4-е место.
Выступил в 15 эпизодах музыкального шоу «ZDF Hitparade» с "Чингисханом" в период с 1979 по 1982 год.
В 2003 году сыграл гостевую роль в трех эпизодах немецкого подросткового телесериала Schloss Einstein.
В апреле и ноябре 2004 года спродюсировал и снялся в качестве приглашенной звезды в группе под названием Soulmates вместе со многими известными международными артистами в двухсерийном телешоу «50 Jahre Rock» (50 лет рок-музыки) на ZDF, которое провел Томас Готчалк. Материал с этих шоу позже был использован для альбома «Legends of Rock».

## Дискография
- Back to Мyself (1982)
- Strangers in a Paradise (1988)
 Tracks:
- On Principle, 5:24 (Mandoki/Bencker)
- Love Song, 4:37 (Mandoki/Bencker)
- I am Оver Уou, Honey, 4:18 (Mandoki/Bencker)
- Strangers in a Paradise, 6:15 (Mandoki/Bencker)
- We need a second Chance, 4:49 (Mandoki/Bencker)
- Korea, 6:01 (Mandoki/Bencker)
- Deadly Angel, 3:53 (Mandoki/Bencker)
- We’ll fall in Love again, 5:37 (Mandoki/Bencker)
- I wanna get back home, 5:12 (Mandoki/Bencker)
- Lost in Time, 6:56 (Mandoki/Bencker)
- Out of Key … with the Time (1991)
 Tracks:
- Blind to Reason
- Light in the Dark
- Sad Song
- I feel the Heat again
- Refugees
- With Tears in my Eyes
- Big Brother is watching you
- Sealed in the past Time Paradise
- Lonely Eyes
- Boxing Shadows
- The End of the Road
- People (1993)
 Tracks:
- On the edge of Hell
- Hold on to your Dreams
- I dance through my Dreams
- Carry me home
- Blue Mood
- Life is like a strange Song
- Imagine
- Mother Europe
- Why don’t you stop
- In Times of Change
- Love and Money
- Last Night
- People in Room No. 8 (1996)
 Tracks:
- Let the Music show you the Way
- The Journey is long
- On and on
- Diggin' down too deep
- Nothing or everything
- I believe
- Am I strong enough
- Everyday
- Borrowed Love
- Where I was born
- Reborn Desire
- Rainbow Angel
- Never give in
- If we try
- Back to Budapest
- Hold on to your Dreams
- Soulmates (2002)
 Tracks:
- Crossing the Timeline
- Daydream
- Highest Hopes and darkest Fears
- A Dreamer’s not a Fool
- Look up to the Sky
- The endless Power of Change
- Playing with the Time
- One Night a Day
- Is there a Dream left
- I lost my heart in China
- Pictures of Life
- Room No. 8
- Last Day of Summer
- Soulmates — Jazz Cuts (2003)
 Tracks:
- Pictures of Life
- Carry me home
- Life is like a strange Song
- Look up to the Sky
- Still running wild
- A pale blue fragile Day
- Highest Hopes and Darkest Fears
- We’re not young enough to know everything
- Room No. 8
- Look up to the Sky (Reprise)
- Soulmates — Classic, adapted for String Quartet (2003)
 Tracks:
- Crossing the Timeline
- Daydream
- Highest Hopes and darkest Fears
- A Dreamer’s not a Fool
- Look up to the Sky
- The endless Power of Change
- Playing with the Time
- One Night a Day
- Is there a Dream left
- I lost my heart in China
- Pictures of Life
- Room No. 8
- Last Day of Summer

## Награды
- Офицер ордена Заслуг (2012).